# Santa Maria, Bulacan

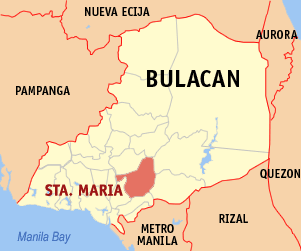
Santa Marias läge i provinsen Bulacan.

Santa Maria är en ort i Filippinerna som är belägen i provinsen Bulacan i regionen Centrala Luzon. Den har 144 282 invånare (folkräkning 1 maj 2000).
Santa Maria räknas officiellt inte som stad utan är en kommun. Kommunen är indelad i 24 smådistrikt, barangayer, varav samtliga är klassificerade som tätortsdistrikt.